# Кольцов, Алексей Иванович
Алексей Иванович Кольцов (1917—1943) — военный лётчик, участник Великой Отечественной войны, командир 937-го истребительного авиационного полка 322-й истребительной авиационной дивизии 2-го истребительного авиационного корпуса 2-й воздушной армии, майор, Герой Советского Союза (1943).

## Биография
Алексей Кольцов родился 14 сентября 1917 года в Воронеже. После окончания семи классов школы и школы фабрично-заводского ученичества работал мотористом на заводе. В 1936 году Кольцов был призван на службу в Рабоче-крестьянскую Красную Армию. В 1937 году он окончил Борисоглебскую военную авиационную школу лётчиков. С июня 1941 года — на фронтах Великой Отечественной войны.
К середине августа 1943 года майор Алексей Кольцов командовал 937-м истребительным авиаполком 322-й истребительной авиадивизии 15-й воздушной армии Брянского фронта. К тому времени он совершил 222 боевых вылета, принял участие в 60 воздушных боях, сбив 10 вражеских самолётов лично.
Указом Президиума Верховного Совета СССР от 2 сентября 1943 года за «умелое командование авиационным полком, образцовое выполнение боевых заданий командования на фронте борьбы с немецкими захватчиками и проявленные при этом мужество и героизм» майор Алексей Кольцов был удостоен высокого звания Героя Советского Союза с вручением ордена Ленина и медали «Золотая Звезда» за номером 1118.
7 ноября 1943 года самолёт Кольцова был сбит в районе деревни Уно Лиозненского района Витебской области Белорусской ССР, лётчик при этом погиб. Похоронен в деревне Черницы того же района.
Был также награждён орденами Красного Знамени, Отечественной войны 1-й степени и Красной Звезды.
На могиле Кольцова установлен памятник.